# РХМ-6
РХМ-6 — российская разведывательная химическая машина. Создана на базе бронетранспортёра БТР-80. Разработана и выпускается ОАО «Завод Тула».

## Сфера применения
Предназначена для ведения радиационной, химической и неспецифической биологической разведки, обеспечения передачи данных разведки в автоматизированную систему управления войсками.
Применение РХМ-6 позволяет:
- получать в реальном масштабе времени разведывательную информацию о РХБ и метеорологической обстановке с отображением её на карте в машине разведки и пункте приёма информации
- контролировать выполнение задач подчинёнными расчётами и оперативно их уточнять в зависимости от складывающейся обстановки
- при ведении наблюдения в районе расположения войск контролировать химическую обстановку в радиусе до 6 км и своевременно осуществлять оповещение о применении химического оружия.

## Оборудование
- Дозиметр-радиометр ИМД-2НМ[1]
- Измеритель мощности дозы ИМД-23 или ИМД-24
- Газосигнализатор ГСА-14
- Прибор ПХРДД-2Б
- Комплект приборов КПХР-3
- Автоматический сигнализатор АСП-13
- Система информационно-навигационная «Контроль-2Д» (14Ц834)
- Система навигации СН-РХР или ТНА-4-4-4
- Аппаратура Т-236-В
- Радиостанции Р-163-УП, Р-163-50У или Р-168-25У-2
- Комплект отбора проб КПО-1
- Комплект метеорологический АМК
- Автономный прибор специальной обработки АПСО

## Изображения
РХМ-6 на учениях частей и подразделений войск радиационной, химической и биологической защиты на Шиханском полигоне:
- Прибор химической разведки
 дистанционного действия ПХРДД-2Б